# 福住 (札幌市)
福住（ふくずみ）は、北海道札幌市豊平区にある地名。

## 概要
- 最大幅が約1Kmで、北東から南西にかけて約3Kmの細長い地区である。
- 住宅地、農地が主だが、CiiNA CiiNAや西友といった小売店もある。

## 地名の由来
- 福住1条1丁目3-1にある浄土真宗本願寺派の寺院、福住寺（ふくじゅうじ）にちなむとされる。
- 「福が住む」といった縁起の良さからとったとされる説もある。

## 隣接地区
- 東：羊ケ丘（福住桑園通を境界とする）
- 西：月寒西、西岡（月寒川を境界とする）
- 南：西岡
- 北：月寒東（国道36号を境界とする）

## 住所
| 町丁                 | 郵便番号 |
| -------------------- | -------- |
| 福住1条1丁目～9丁目  | 062-0041 |
| 福住2条1丁目～11丁目 | 062-0042 |
| 福住3条1丁目～12丁目 | 062-0043 |

## 河川
- 月寒川：月寒西、および西岡との境界を流れる。
- うらうちない川：隣接の森林総合研究所敷地内から福住へ入り、札幌ドーム敷地内へと流れる。

## 商業施設
- CiiNA CiiNA 福住[注釈 1]（福住2-1）
- ザ・ビッグ 福住店[注釈 2]（福住1-3）
- ロイズコンフェクト 福住店（福住3-1）
- 六花亭 福住店（福住2-5）
- 矢崎総業北海道販売（福住3-2）
- 徳寿 福住店（福住1-1）
- ガスト 福住店（福住3-1）
- かつや 福住店（福住1-4）
- なごやか亭 福住店（福住3-4）
- ぼくぜん 福住店（福住3-4）
- ドンク 福住店（福住2-1）
- スタイリング仏壇札幌月寒（福住2-1）
- ネッツトヨタ札幌 プラザつきさむ（福住2-1）
- スズキ自販北海道 スズキアリーナ月寒（福住3-1）

## コンビニエンスストア
- セイコーマート 福住中央通店（福住2-6）
- セブン-イレブン 札幌福住1条店（福住1-1）
- セブン-イレブン 札幌福住中央通店（福住2-5）
- ファミリーマート 札幌ドーム前店（福住2-1）
- ファミリーマート 福住3条6丁目店（福住3-6）
- ローソン 羊ヶ丘展望台前店（福住3-10）

## 周辺
- 札幌ドーム
- 月寒グリーンドーム
- さっぽろ羊ヶ丘展望台
- 札幌ハリストス正教会
- 北海道農業専門学校
  - 八紘学園花菖蒲園

## 交通機関
- 札幌市営地下鉄東豊線福住駅（月寒東1-13）
- 福住バスターミナル（福住2-1）
  - 北海道中央バスが地区内の路線を運行。

## 歴史

### 新天地へ
1871年（明治4年）に北海道開拓使永野大主典が盛岡で、移民募集をしたところ、約80軒が集まった。
宮古から船で函館を経由し、小樽へ入港。
徒歩で札幌へ入り、陸中1番組（篠路）、陸中2番組、陸中3番組（円山、花畔）と分けた。
このうち、岩井沢七衛をリーダーとする陸中2番組が、月寒坂下（現在の月寒中央通1丁目あたりの望月寒川沿い）に開拓使が建てた小屋に入った。

### 福住の開基（六軒村）
- 1871年（明治4年） 月寒に岩手県出身の44軒185名が入植。このとき土地は現在の国道36号線沿いに、3町3反ずつに分けたが、6軒分が足りなくなったため、くじびきにより決まった6軒が茅野と呼ばれていた現在の福住1条1丁目（月寒川から福住中央通りまで）に入植し、六軒村と呼ばれるようになる。
- 1878年（明治11年） 現在の光明山福住寺の前身にあたる説教所（本願寺札幌別院の出張所）が開設される。
- 1884年（明治17年） 広島県出身の移住者により、現在の福住厳島神社が創祀される。
- 1890年（明治23年） 福住二号線（現在の福住中央通り）が開通する。

### 月寒村字西通り
- 1892年（明治25年） 月寒村字西通りと改称する。
- 1902年（明治35年） 豊平村・月寒村・平岸村の3村が合併して、豊平村となり、福住地区はその一部となる。6月10日、説教所が光明山福住寺（福住寺の創建）となる。
- 1908年（明治41年） 豊平村は町制施行し、豊平町となる。
- 1918年（大正7年） りんご栽培（月寒りんご＝平岸リンゴと並ぶ北海道の主要リンゴブランド）が始まる。
- 1921年（大正10年） 現在の福住2条6丁目あたりで、松本岩松が牛舎を建て、牛12頭を飼育し、福住地区初の酪農を始める。
- 1942年（昭和17年） 5月20日 戦闘訓練中の少年飛行兵玉田守（当時19歳）が墜落死する。同年には地元住民が玉田の霊を慰めるために故陸軍軍曹玉田守殉職之地碑を現在の福住1条6丁目（福住中央通り沿い）に建立する。

### 福住に改名（～現在に至る）
- 1944年（昭和19年） 字名改正により、「西通り」から「福住」となる。
- 1957年（昭和32年） 札幌緑地都市株式会社が栗林元二郎により設立され、現在の福住小川公園付近を東京都の田園調布を参考に宅地造成する。
- 1961年（昭和36年） 札幌市と豊平町の合併により、札幌市福住となる。
- 1972年（昭和47年） 区制施行により、札幌市豊平区福住となる。
- 1977年（昭和52年）10月3日 一部区域を西岡4条2丁目、西岡5条2丁目、西岡5条3丁目へ分割。
- 1978年（昭和53年）2月13日 一部区域を西岡4条9丁目、西岡5条11丁目へ分割。
- 1978年（昭和53年）9月25日 現在の1条1丁目〜3条7丁目を条丁表記。
- 1979年（昭和54年）10月22日 残る全域を条丁表記。
- 1994年（平成6年）10月14日 札幌市営地下鉄東豊線が延伸開業し、福住駅が開設。
- 2014年（平成26年）11月20日 故陸軍軍曹玉田守殉職之地碑は倒壊の危険があるので、解体、撤去。
- 2015年（平成27年）6月 故陸軍軍曹玉田守殉職之地碑を新たに建立。

## 教育

### 中学校
- 市立（福住地区が学区に含まれる学校も記載）
  - 羊丘中学校（福住1-3）
  - 西岡中学校（西岡3-12）
  - 西岡北中学校（西岡3-8）

### 小学校
- 市立（福住地区が学区に含まれる学校も記載）
  - 福住小学校（福住3-5）
  - 西岡小学校（西岡2-9）

### 幼稚園
- 私立
  - 札幌創価幼稚園（福住2-3）
  - ふくずみ幼稚園（福住2-6）

### その他
- 札幌市福住児童会館（福住1-1）

## 主な施設等
- 札幌市豊平区介護予防センター東月寒・福住（月寒東3-18）

## 玉田守慰霊碑
- 表面
  - 故陸軍々曹玉田守殉職之地
- 裏面
  - 経歴
  - 陸軍々曹玉田守君
  - 君ハ大正十二年二月十日山口県大島郡
  - 小松町開作ニ生シ　昭和十六年第七期
  - 少年飛行兵ノ課程ヲ卒ヘ　戦斗操縦者
  - トシテ　奉公中昭和十七年五月二十日
  - 十一時二十分　現位置ニ墜落シ殉職セ
  - ラル
  - 北部軍司令官　陸軍中将
  - 浜本喜三郎書

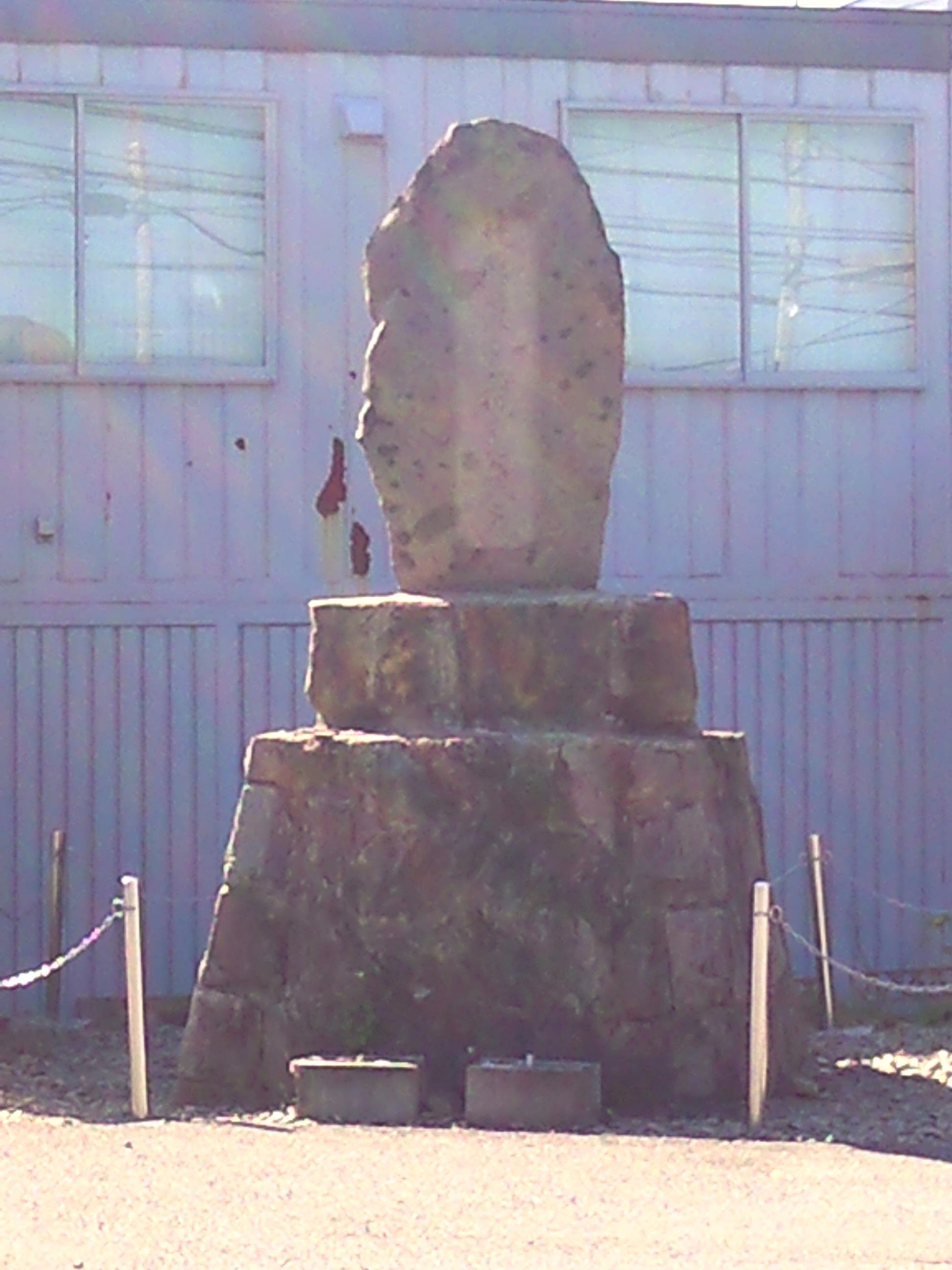
故陸軍軍曹玉田守殉職之地碑

- 9機で札幌飛行場を飛び立ち、爆撃機に見立てた標的機への攻撃訓練で、そのうちの1機が標的機に接触、主翼が破損し、福住地区に墜落した事故である。
- 殉職した玉田であるが、山口県の実家は、既に父親が他界し生活苦もあったために、福住地区の有志によりこの慰霊碑を建立した。
- 事故機の残骸は福住地区だけではなく、西岡まで飛散した。
- 2014年11月20日：倒壊の危険があるので、解体、撤去。
- 2015年6月：新たに制作した慰霊碑を同じ場所に公開。

## ギャラリー

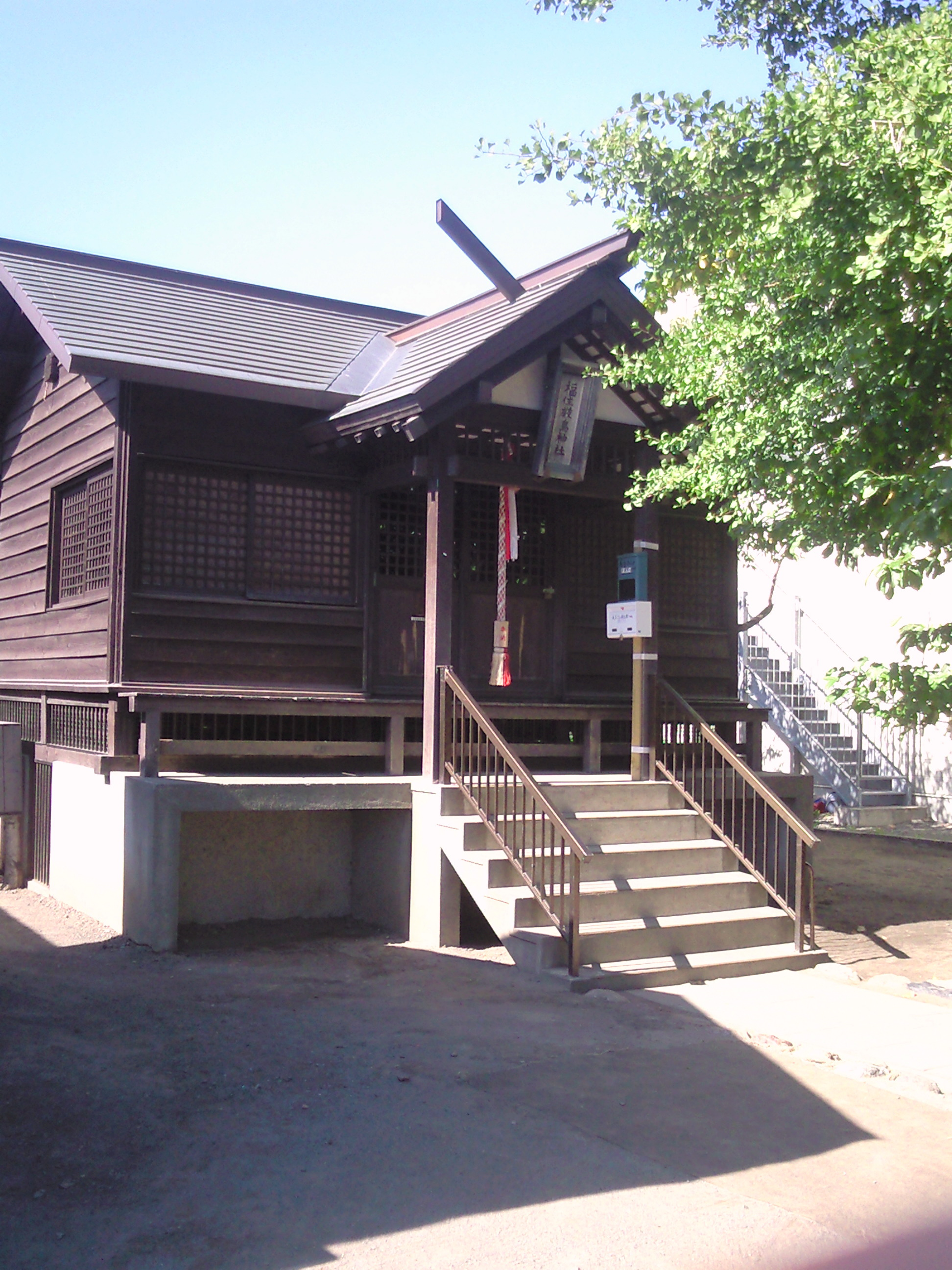
福住厳島神社
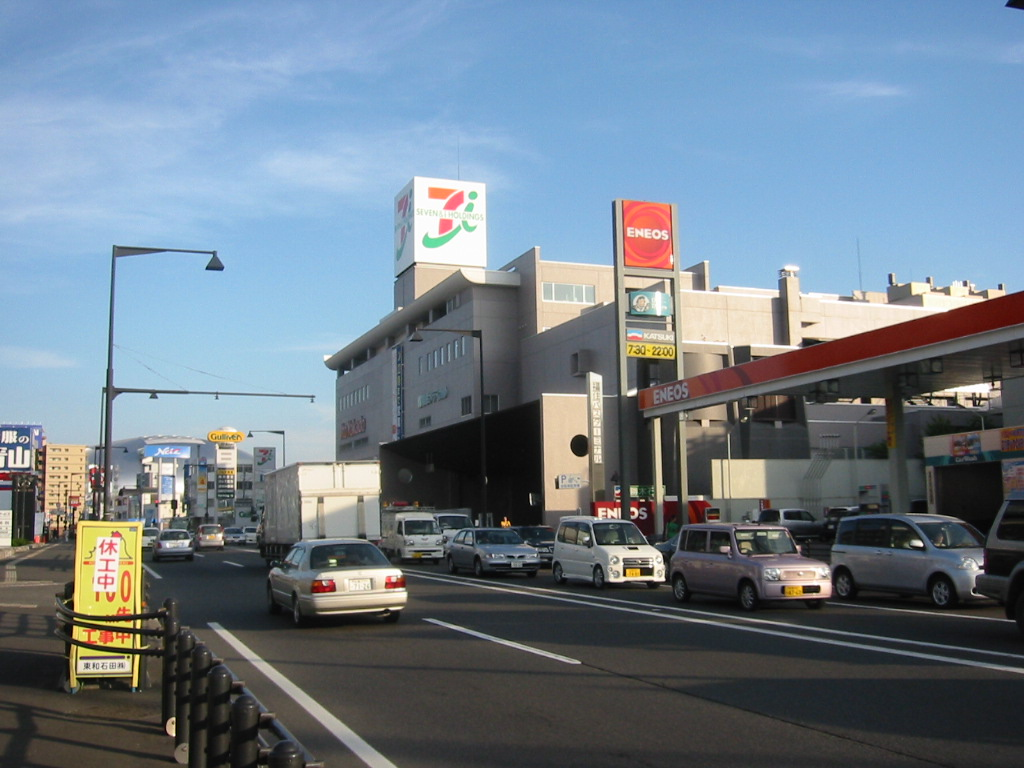
福住バスターミナル（国道36号側）
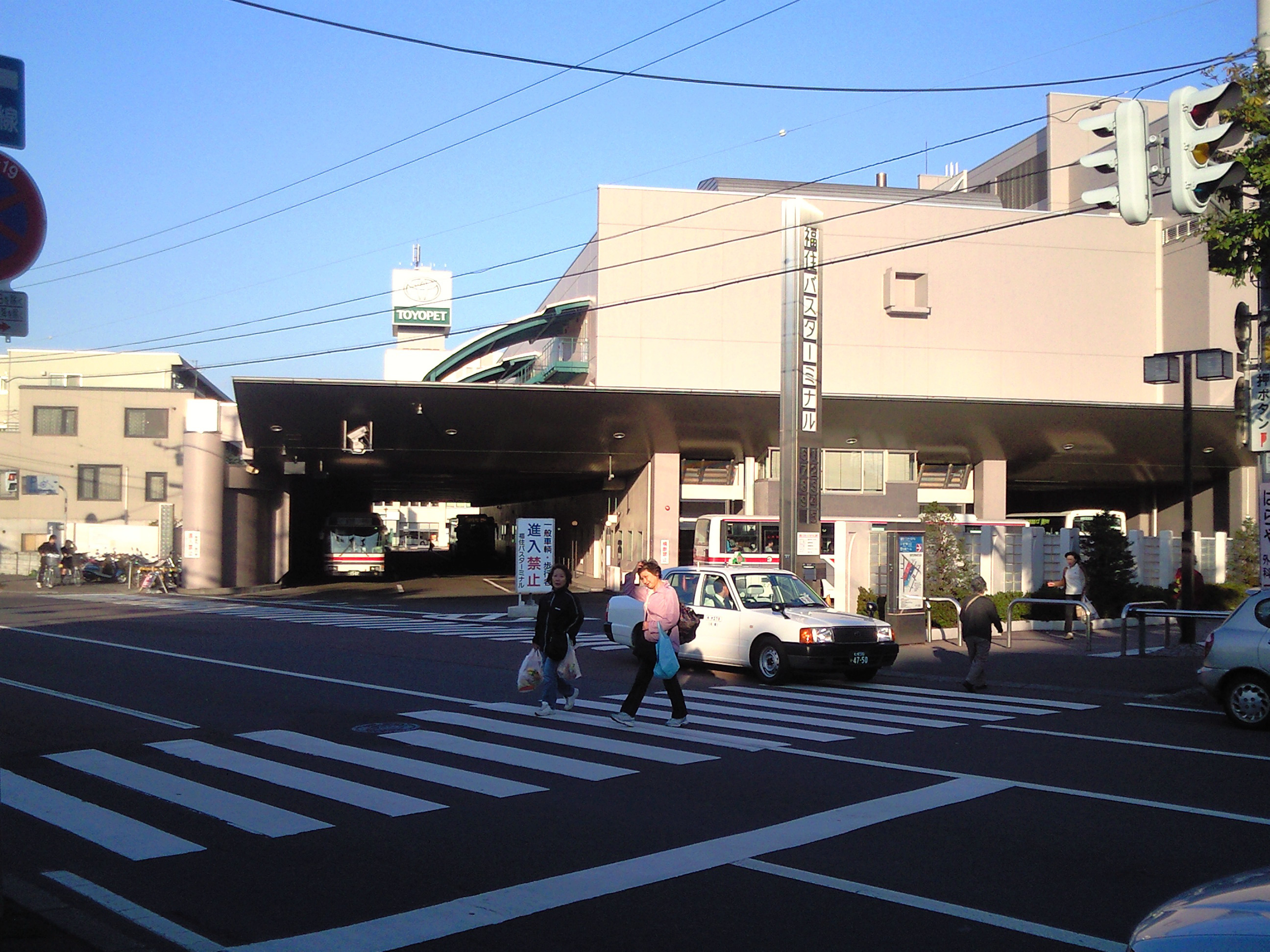
福住バスターミナル（福住中央通り側）
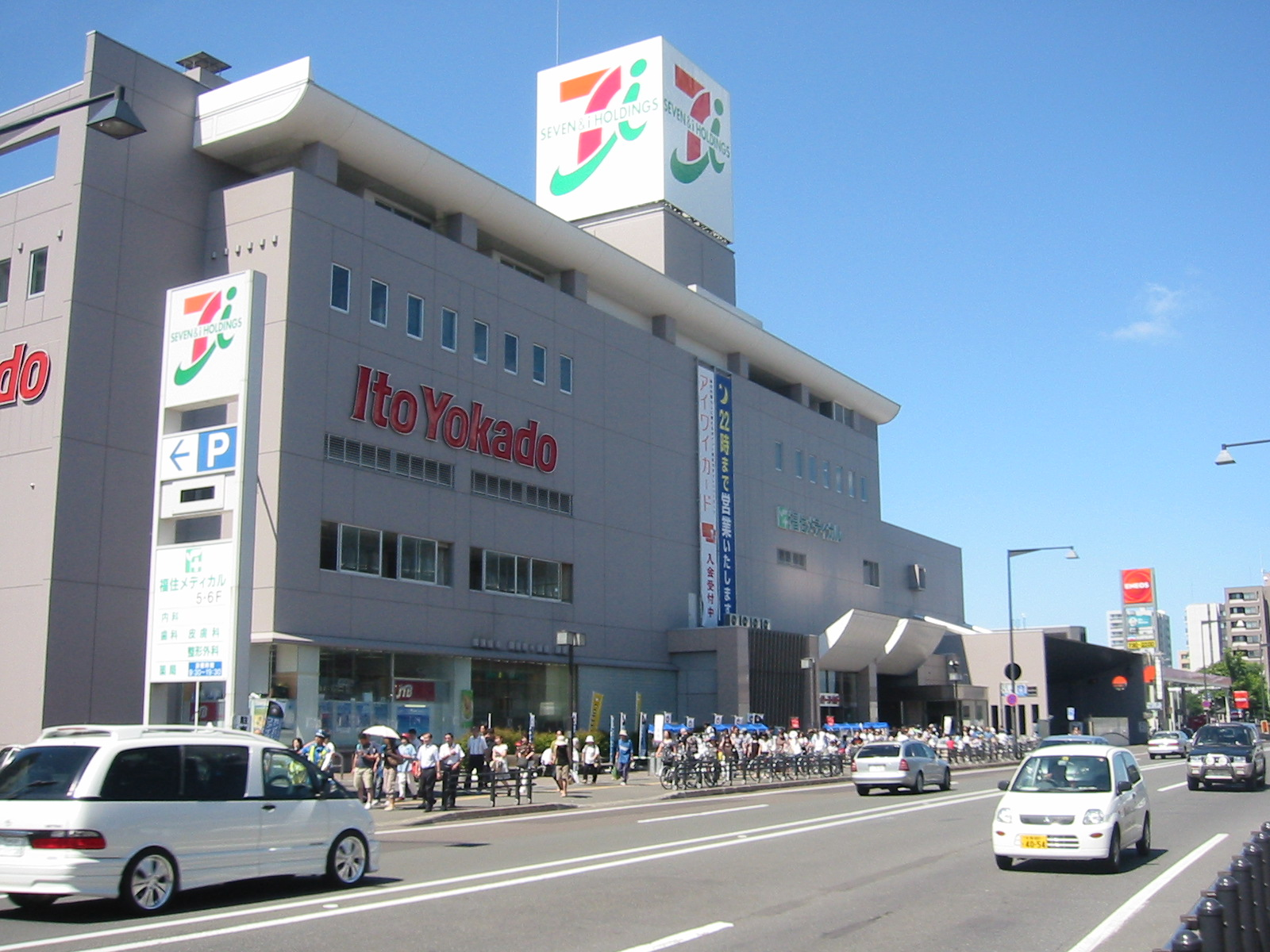
福住駅周辺
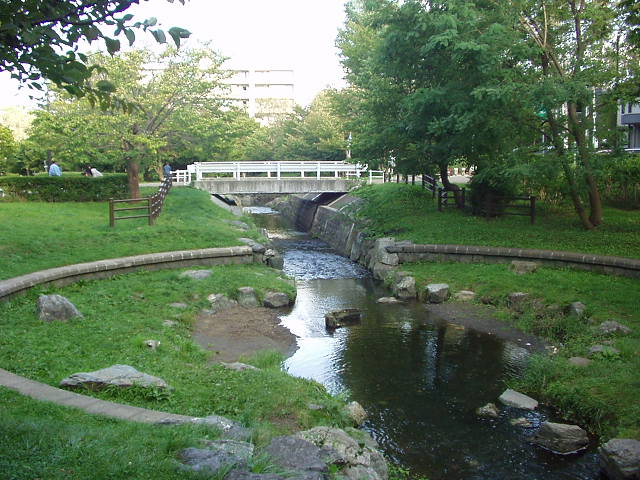
福住小川公園
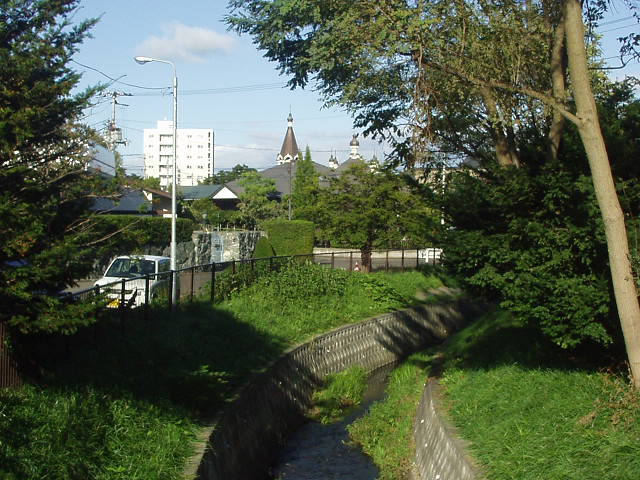
うらうちない川（南羊1号橋付近）
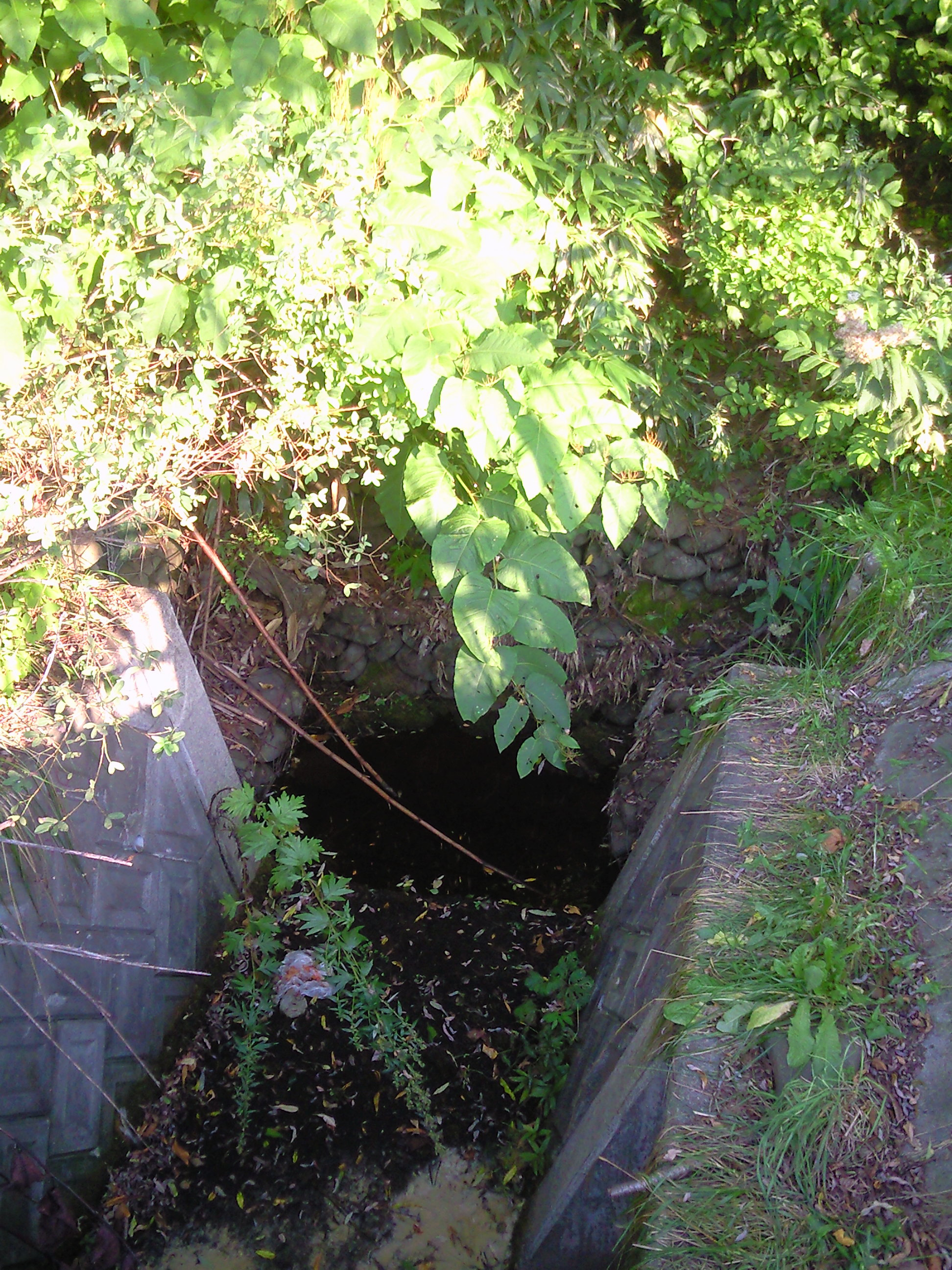
うらうちない川（福住3条10丁目）
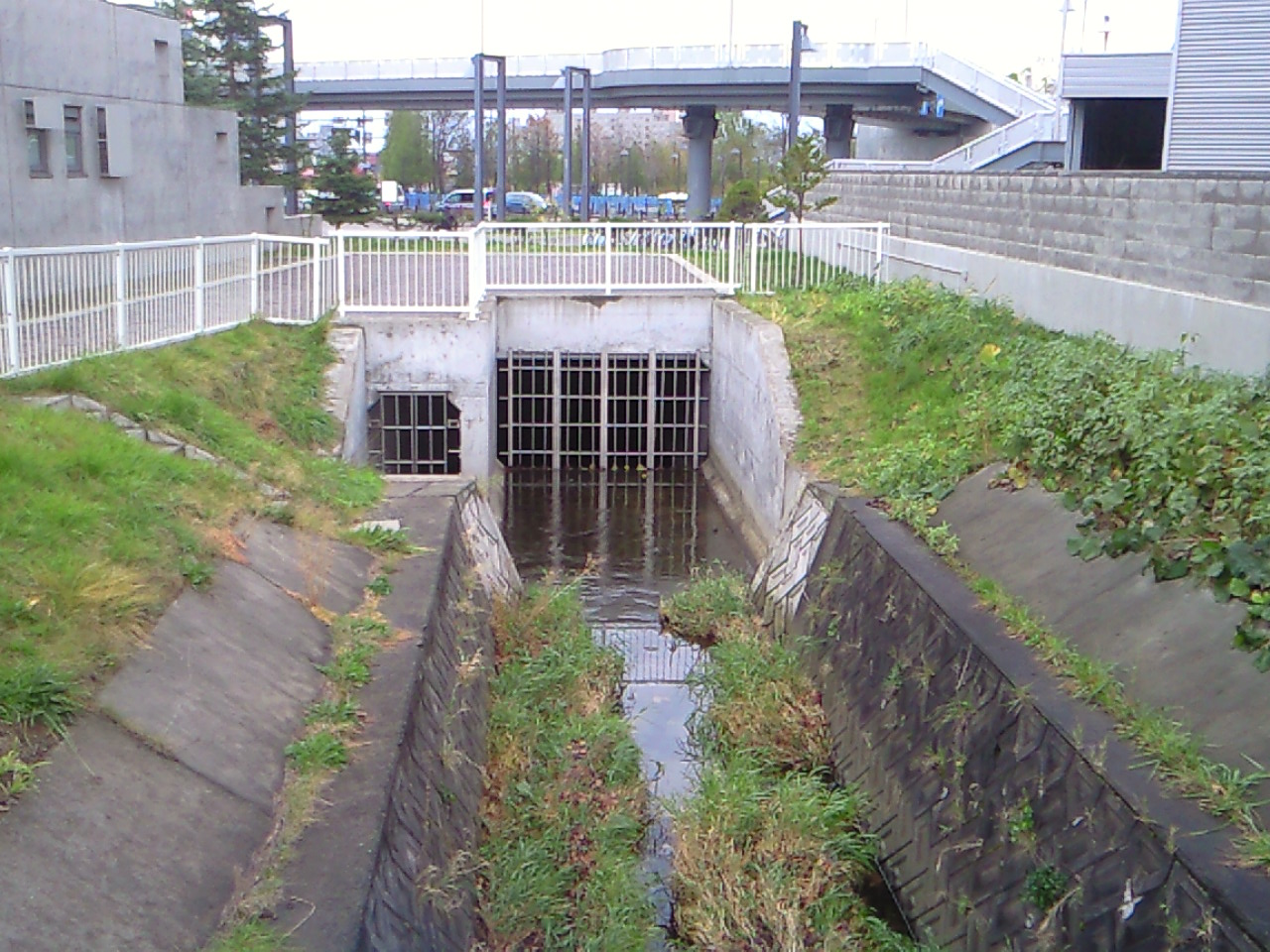
うらうちない川、札幌ドーム前広場の暗渠（南羊7号橋から見る）
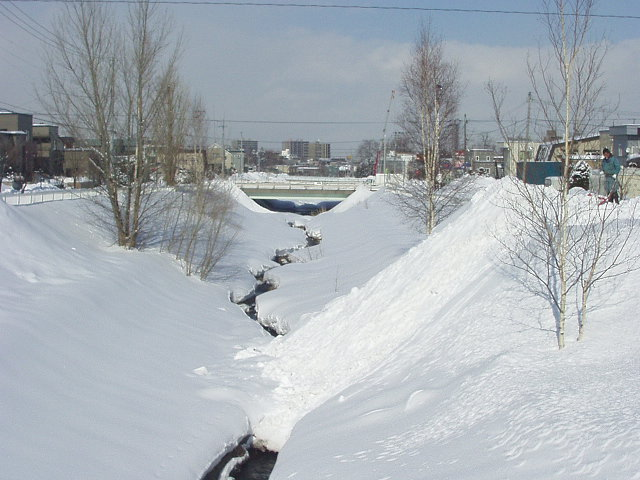
月寒川（寒羊橋付近、左が福住、右が西岡）